# Ayrer

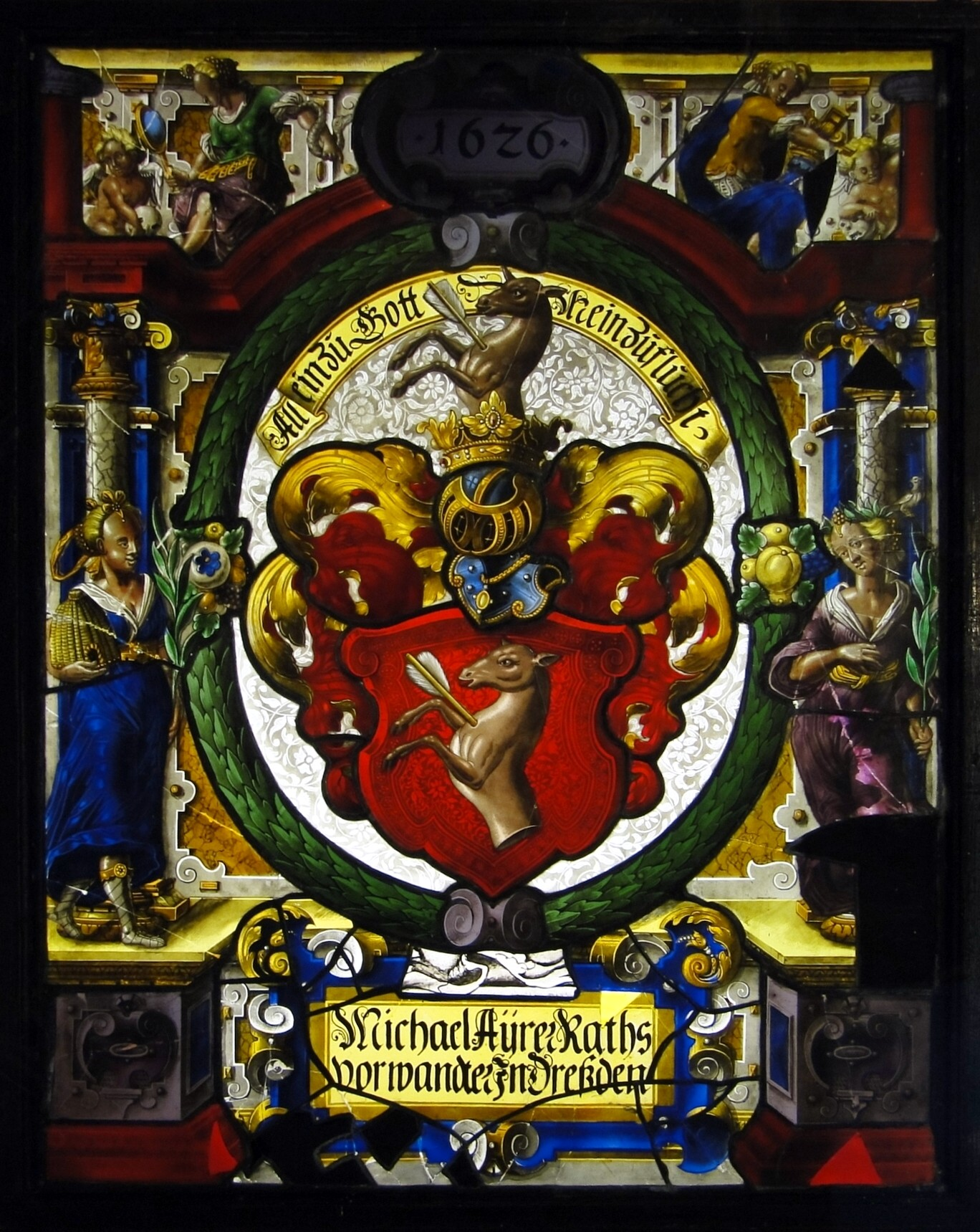
Ayrersche Wappenscheibe 1626

Ayrer ist ein deutscher Familienname.

## Herkunft und Bedeutung
Der Name stammt von einer alten Berufsbezeichnung und bezeichnet einen Eierhändler. Ayrer ist somit ein Berufsname.

## Namensträger
- Christian Victor Ayrer (1650–1710), deutscher Radierer und letzter Vertreter der Nürnberger Ayrer
- Ernst Ferdinand Ayrer (1774–1833), deutscher Reitlehrer
- Georg Friedrich Ayrer (1744–1804), deutscher Silhouetteur, Sammler von Autographen und Jurist
- Georg Heinrich Ayrer (1702–1774), deutscher Jurist
- Jakob Ayrer (Jakob Ayrer der Ältere; um 1544–1605 oder 1625), deutscher Dramatiker und Autor von Fastnachtsspielen
- Jakob Ayrer der Jüngere (1569–1625), deutscher Jurist und Schriftsteller
- Johann Heinrich Ayrer (1732–1817), deutscher akademischer Reitlehrer
- Justine Ayrer (1704–um 1790), deutsche Email- und Miniaturmalerin
- Marcus Ayrer (um 1455–nach 1506), deutscher Drucker
- Melchior Ayrer (1520–1579), deutscher Arzt, Astronom und Kunstsammler
- Michael Ayrer (Rüstmeister) (1539–1582), kurfürstlich-sächsischer Rüstmeister in Dresden
- Michael Ayrer (Ratsherr) (1579–1635), deutscher Juwelier und Ratsherr in Dresden